# Olivier Ier de Machecoul
Olivier Ier de Machecoul (vers 1231-18/12/1279, inhumé dans l'Abbaye de Villeneuve, aux Sorinières), dit aussi « Olivier de Dreux » et « Olivier de Braine », chevalier, est un noble du XIIIe siècle, d'ascendance capétienne de la maison de Dreux. Il fut seigneur de Machecoul (1241-1268), de Saint-Philbert-de-Grand-Lieu (1250-1279), de Bourgneuf (1250), de Montaigu et de La Garnache, et, du chef de sa femme (de jure uxoris), seigneur de La Bénate (1250 à 1279) et du Coutumier (1265 à 1268).

## Biographie

### Origine et famille
Olivier de Braine est né vers 1231. Il est le fils du duc Pierre Ier de Bretagne dit « Pierre Mauclerc » (1187-06/07/1250) et d'une certaine Nicole (vers 1205-06/02/1232, inhumée dans l’Abbaye de Villeneuve, aux Sorinières), qui reste totalement inconnue sauf par le biais de sa pierre tombale dont on possède un calque réalisé par Roger de Gaignières : la seule famille noble de la région dans laquelle les prénoms de Nicole et d'Olivier sont usités à cette époque, est celle de normands de l'avranchin, les Paynel, possesseurs du château d'Aubigné. Cette constatation permet juste d'émettre l'hypothèse de l'union de Pierre Mauclerc avec une dénommée Nicole de cette famille, dans le but d'affirmer son contrôle sur le nord-est de la Bretagne. Une autre hypothèse récente de Frédéric Morvan fait de cette Nicole une fille d'Olivier de Varades.
Olivier a pour demi-frères le duc Jean Ier de Bretagne (1217-08/10/1286 à Marzan) et Arthur de Bretagne (1220-1224), et pour demi-sœur Yolande de Bretagne (1218-10/10/1272), tous nés de son père Pierre Ier de Bretagne et de sa première épouse Alix de Thouars (1201-21/10/1221), duchesse de Bretagne.
La filiation d'Olivier de Braine est confirmée par une charte de son demi-frère, le duc Jean Ier de Bretagne, qui le nomme le 10 mars 1258 « nostre frère ».
(Voir plus bas le paragraphe Généalogie).

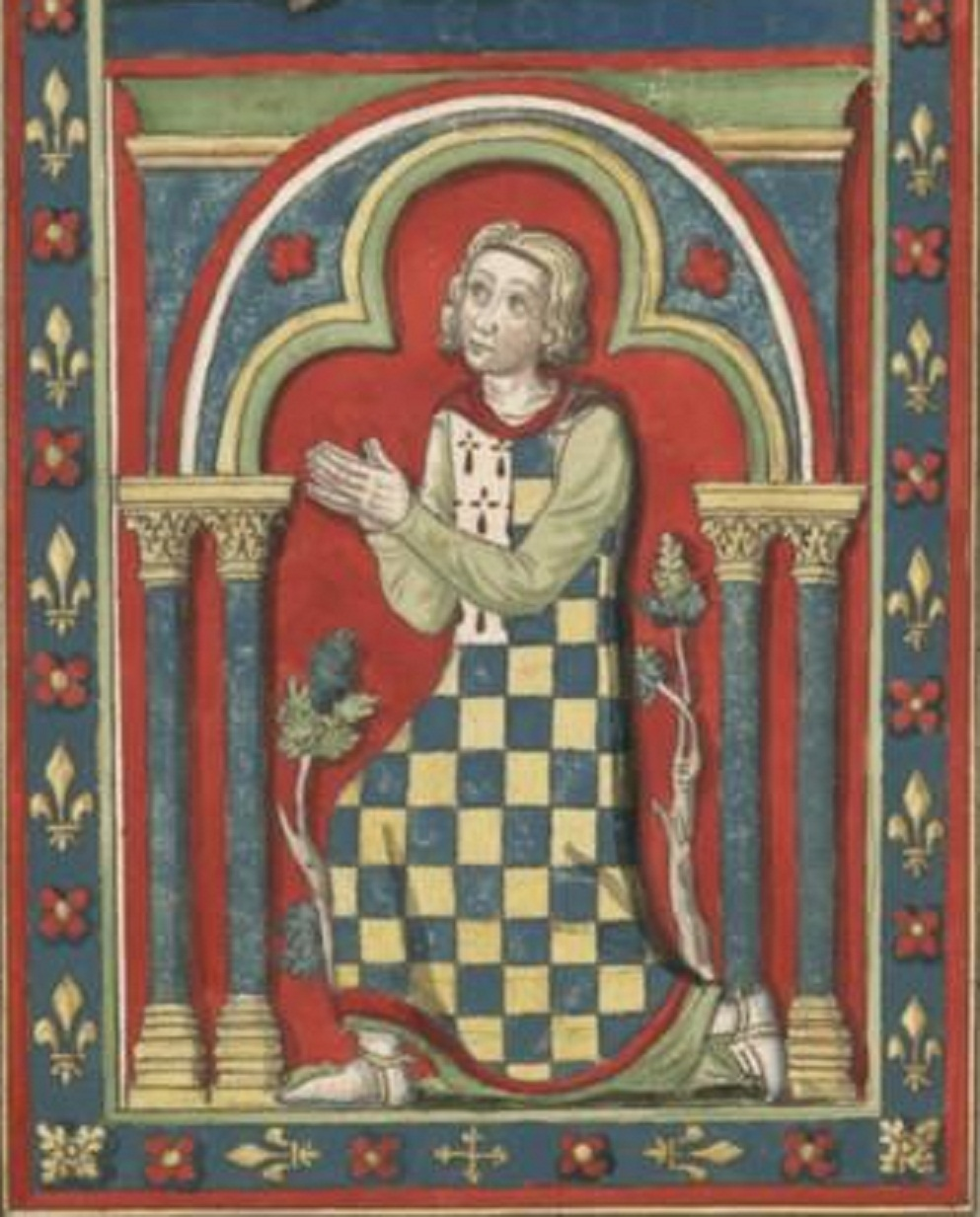
Pierre Ier de Bretagne, son père.
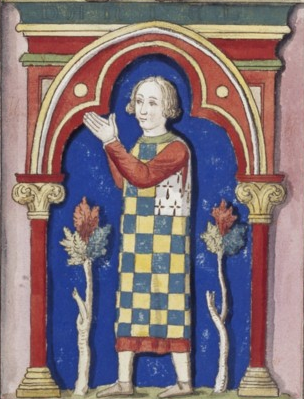
Jean Ier de Bretagne, son demi-frère.
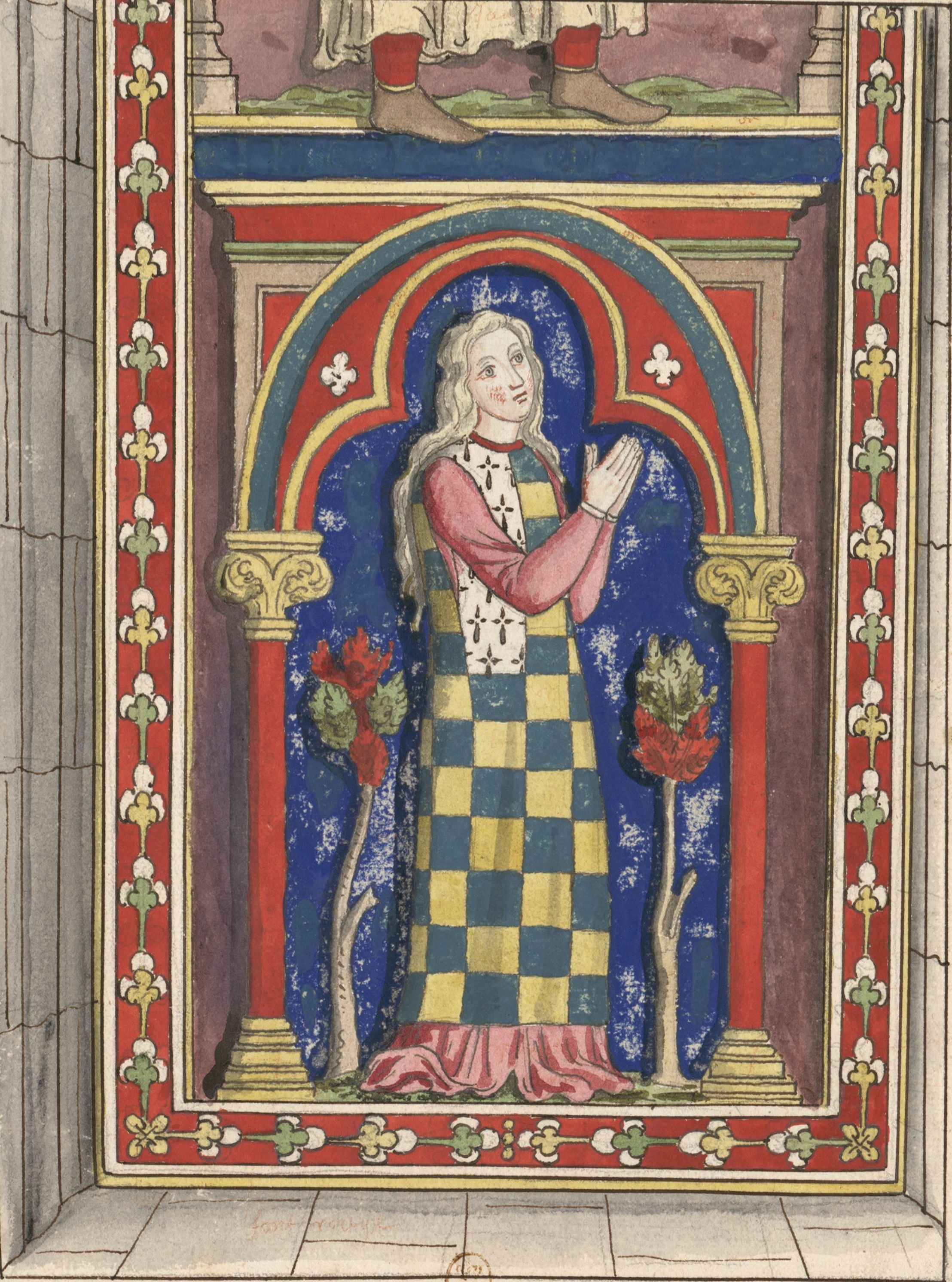
Yolande de Bretagne, sa demi-sœur.

### Seigneur de Machecoul
À la mort de son père Pierre Ier de Bretagne en 1250, Olivier de Braine hérite de la seigneurie de Machecoul. Olivier prend alors le nom de la ville et devient « Olivier de Machecoul ». Ses descendants s'appelleront également « de Machecoul », mais ne règneront pas sur la ville, car en 1258 Olivier doit renoncer à la ville, obligé de la restituer à Jeanne de Thouars (1217-1258), qui en avait été précédemment dépossédée, et à son second mari, Maurice II de Belleville (1215-1297). Jeanne de Thouars meurt la même année sans héritier. Machecoul est alors réclamée par Eustachie de Retz (1228-1265), dite « Aliette », dame de Retz, dont les ancêtres possédaient la ville. Eustachie de Retz obtient donc que Machecoul, la ville la plus importante de sa seigneurie de Retz, et qui en était séparée depuis un siècle, soit à nouveau pleinement réintégrée au pays de Retz. Dès lors, les seigneurs de Retz redeviennent seigneurs de Machecoul,.
Du chef de sa femme (de jure uxoris) Marquise de Coché (1235-28/11/1268), Olivier devient seigneur de La Bénate et du Coutumier.
La descendance d'Olivier de Machecoul (dont le sceau « d'argent à trois chevrons de gueules » datant de 1270, est choisi pour devenir le blason de Machecoul en 1943) se perpétuera dans les seigneuries voisines de La Bénate, Saint-Philbert-de-Grand-Lieu, Vieillevigne, et d'autres. Le patronyme « de Machecoul » s'éteindra au début du XVe siècle, mais une branche cadette par les femmes se perpétuera jusqu'au XVIIe siècle sous le nom de « de La Lande-Machecoul ».
À sa mort, Olivier est inhumé dans la nécropole familiale de l'abbaye Notre-Dame de Villeneuve, dans la commune des Sorinières, près de Nantes, où une portion importante de sa pierre tombale est toujours conservée. Reposaient également dans cette abbaye : sa première épouse Marquise de Coché (1235-28/11/1268), son fils Jean Ier de Machecoul (1255-28/11/1308), sa fille Louise de Machecoul (1276-1307), sa mère Nicole (vers 1205-06/02/1232) et sa demi-sœur Yolande de Bretagne (1218-10/10/1272).

## Armoiries
| Blason | Blasonnement : D'argent à trois chevrons de gueules. Commentaires : Olivier Ier de Machecoul aurait repris et modifié les armes de son oncle paternel Jean de Dreux (dit aussi Jean de Braine) (1198-1239), comte de Vienne et de Mâcon : chevronné d'argent et de gueules. Ces armes sont aujourd'hui celle de la commune de Machecoul depuis 1943. |

## Unions et postérité
Pour la descendance détaillée d'Olivier Ier de Machecoul, lire :
Olivier Ier de Machecoul épouse :
- 1. (vers 1250) Marquise de Coché (1235-28/11/1268, inhumée dans l'Abbaye de Villeneuve, aux Sorinières), marquise de Souché, dame de Coché, de La Bénate et du Coutumier, fille d'Olivier de Coché, seigneur de Coché et de La Bénate, et de Pétronille de Clisson, dame de La Bénate, dont :
  - Nicole de Machecoul (après 1250 – †?), dame de Boisrouault, qui épouse (1256) Philippe Pantin (vers 1220 – après 1289), seigneur de La Hamelinière, fils de Raymond Pantin et d'Adèle de Beaumont-Bressuire ;
  - Jean Ier de Machecoul (vers 1255-28/11/1308, inhumé dans l'Abbaye de Villeneuve, aux Sorinières), seigneur de Machecoul, de Coché, de La Bénate, de Bourgneuf, du Coutumier et de Bouin, qui épouse (10/10/1271) Eustachie Chabot (1256 – vers 1285), fille de Gérard II Chabot dit « Gérard II de Retz » (vers 1245-1298), seigneur de Retz, de Machecoul, de Château-Gontier, de La Mothe-Achard, de La Maurière, de Falleron et de Froidfond, et d'Emma de La Jaille (vers 1245 – avant 1269), dame de Château-Gontier ;

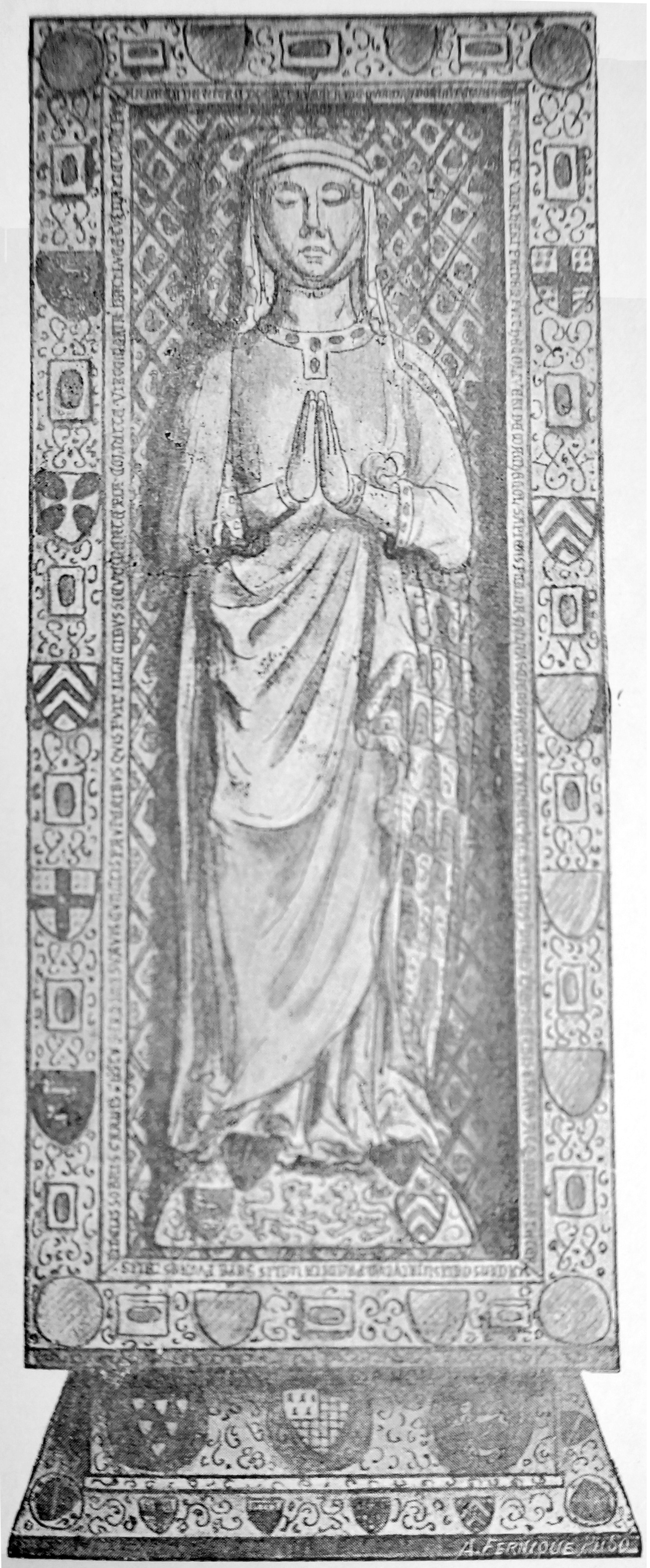
Eustachie de Vitré.

- 2. (1268) Eustachie de Vitré (vers 1240 – après 1288), dame des Huguetières, fille d'André III de Vitré (vers 1180-08/02/1250 à Mansourah en Égypte), baron de Vitré, et de Thomasse de La Guerche (vers 1215 † 1270), dame de Mareuil et de Villemomble, dont :
  - Thomasse de Machecoul (1270 – après 1333), religieuse ;
  - Isabeau (ou Jeanne ?) de Machecoul (1272-23/09/1316 à Rennes), dame des Huguetières, qui épouse (1290) Geoffroy VII de Châteaubriant (vers 1257-27/03/1301), baron de Châteaubriant, châtelain du Désert, seigneur de Candé, de Vioreau, de Challain, du Lion-d'Angers et de Chanzeaux, fils de Geoffroy VI de Châteaubriant (1237-07/11/1284), baron de Châteaubriant, seigneur de Candé, de Vioreau, de Challain, du Lion-d'Angers et de Chanzeaux, et de Belle-Assez de Thouars († après 1242) ;
  - Olivier II de Machecoul (1273 – mars 1310), seigneur de Saint-Philbert-de-Grand-Lieu en 1279, qui épouse (juin 1284) Isabeau Chabot (vers 1269-1289), fille de Gérard II Chabot dit « Gérard II de Retz » (vers 1245-1298), seigneur de Retz, de Machecoul, de Château-Gontier, de La Mothe-Achard, de La Maurière, de Falleron et de Froidfond, et d'Emma de La Jaille (vers 1245 – avant 1269), dame de Château-Gontier ;
  - Anne Louise de Machecoul (1276-1307, inhumée dans l'Abbaye de Villeneuve, aux Sorinières), qui épouse (1295) Guillaume de Rieux (1270-1310), seigneur de Rieux, de Nozay et de Fougeray, fils de Geoffroy de Rieux, seigneur de Rieux, et de Nicole Le Bœuf.